# Hørsholm

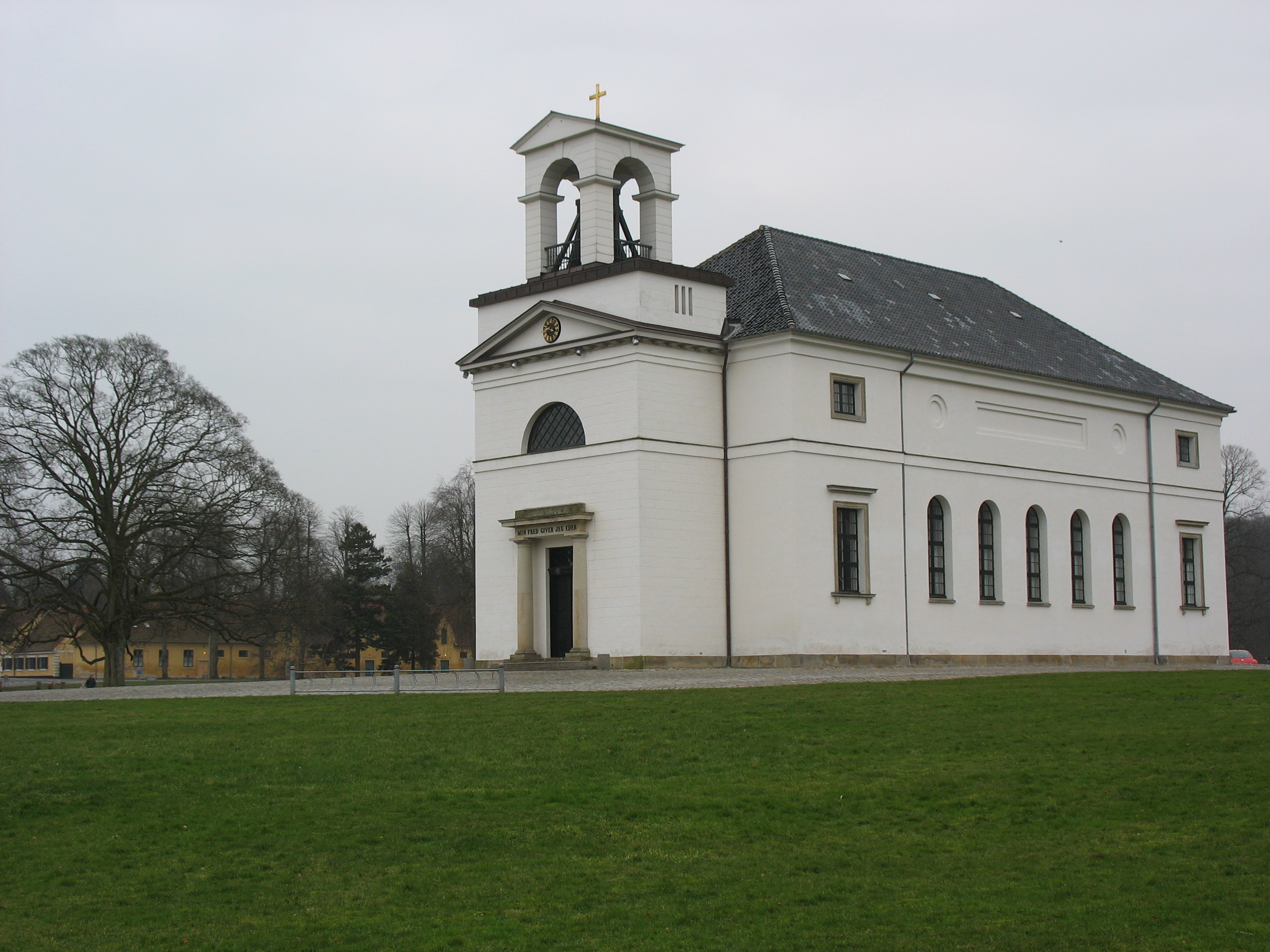
Igreja de Hørsholm.

Hørsholm é um município da Dinamarca, localizado na região oriental, no condado de Frederiksborg.Fica no norte da Nordsjælland(Nova Zelândia), com 25.007 habitantes (2019) , localizado entre a auto-estrada Helsingør e à 25 km do norte de Copenhague.
A área urbana localizada em três municípios que se estende além de Hørsholm tem 24.000 habitantes (2011).
O centro da cidade Hørsholm é também uma zona pedonal, com um shopping-center, Hørsholm Center. O centro é constituído por aprox. 65 lojas. Perto da area de pedestres tem uma rua bibliotecaria e cultural utilizada para shows e entretenimento. Há também outro centro de compras o Centro Kongevejs.
Hørsholm não tem uma estação ferroviária no centro da cidade, mas a dois quilômetros na direção leste você pode encontrar a Estação Costeira Rungsted. E tem uma segunda estação, a Estação Kokkedal que fica 3 km ao nordeste do centro da cidade de Kokkedal do limite municipal. Essas duas principais estações de trem, tem serviços regulares de Elsinore a Copenhague. A área urbana tem também alguns serviços de ônibus.
Hørsholm tem uma area indústrial com as indústrias: Hørsholm  Klædefabrik (Hørsholm Fábrica de Roupas) (1885-1975), a fábrica Hørsholm Militære Klædefabrik( Hørsholm fabrica de roupas Militar Real) e em Usserød (1791-1981)Hørsholm Tobakspakkeri Embalagem Tabaco e Hørsholm de Fundição (1900-1965).
O município tem uma área de 31 km² e uma  população de 24 246 habitantes, segundo o censo de 2004.